# Donghua, Yunnan
Donghua (kinesiska: 东华, 东华镇) är en köping i Kina. Den ligger i provinsen Yunnan, i den sydvästra delen av landet, omkring 120 kilometer väster om provinshuvudstaden Kunming. Antalet invånare är 25 496. Befolkningen består av 12 518 kvinnor och 12 978 män. Barn under 15 år utgör 18,0 %, vuxna 15-64 år 72 %, och äldre över 65 år 9,0 %.
Genomsnittlig årsnederbörd är 937 millimeter. Den regnigaste månaden är augusti, med i genomsnitt 189 mm nederbörd, och den torraste är februari, med 10 mm nederbörd.